# Ralf Loose
 (décembre 2023).
Si vous disposez d'ouvrages ou d'articles de référence ou si vous connaissez des sites web de qualité traitant du thème abordé ici, merci de compléter l'article en donnant les références utiles à sa vérifiabilité et en les liant à la section « Notes et références ».
Ralf Loose (né le 5 janvier 1963 à Dortmund-Dorstfeld) est un footballeur allemand et  entraîneur.

## Biographie

### En club
Loose joue comme libéro de 1981 à 1986 avec le Borussia Dortmund. Il joue ensuite une année à Rot-Weiß Oberhausen dans la 2e Bundesliga.
Ensuite Loose est ensuite actif de 1987 à 1994 au Fortuna Düsseldorf. À la fin de sa carrière, il joue pour une saison en faveur du FSV Frankfurt (club d'Oberliga).
Sur un total de 342 matchs dans le Bundesliga 1 et 2e Bundesliga, il inscrit 18 buts.

### En équipe nationale
Loose passe par toutes les équipes de jeunes de l'équipe nationale allemande.
En 1981, il remporte le Championnat d'Europe football des moins de 18 ans à domicile et le champion du monde junior en Australie. Lors du championnat du monde junior, il occupe le poste de meneur de jeu et il officie comme capitaine de l'équipe d'Allemagne des moins de 20, inscrivant quatre buts.
De 1982 à 1983 il joue pour l'Équipe d'Allemagne espoirs (6 matches, aucun but). Il ne reçoit cependant aucune sélection avec l'équipe nationale A.

### Carrière d'entraîneur
Ralf Loose étudie le sport à l'Université allemande de Cologne et il termine là-bas sa formation d'entraîneur.
En 1995, Loose est entraîneur adjoint et entraîneur de l'équipe amateur de Mayence 05. De 1996 à 1988, il est entraîneur de l'équipe de Liechtenstein de football des moins de 18 ans. En juillet 1998, il prend en charge l'équipe première du Liechtenstein, où il reste jusqu'à son licenciement qui intervient le 29 juillet 2003.                                                   
De juillet 2004 à juin 2005, Loose est entraîneur du Sportfreunde Siegen, club de division régionale. Avec Siegen, il monte en 2e Bundesliga, lors de la saison 2004/2005.
Loose signe ensuite un contrat avec les suisses du FC Saint-Gall (équipe de première division). Après une série d'échecs, avec seulement neuf points en dix matchs (total final de 31 points en 29 matchs) il est licencié du FC Saint-Gall, le 10 avril 2006.
De juillet 2006 à septembre 2007, Loose travaille pour la seconde fois à Siegen. Le 29 septembre 2007, il signe un contrat de trois ans en faveur du FC Augsburg, club de deuxième division. Le 16 avril 2008, après seulement huit mois, il est licencié pour cause de mauvais résultats. Il se retrouve alors au chômage.
Le 12 avril 2011, il devient le nouvel entraîneur du Dynamo Dresde. Il prend la succession de Matthias Maucksch. Sous sa direction, l'équipe glane 16 points à partir des six derniers matchs de la saison 2010/11 et atteint la troisième place du championnat. Il est démis de ses fonctions en décembre 2012.

## Palmarès

### Joueur
- Champion d'Europe des moins de 18 ans : 1981
- Champion du Monde des moins de 20 ans : 1981
- Montée en Bundesliga 1 : 1989 (avec le Fortuna Düsseldorf)
- Montée en 2e Bundesliga : 1995 (avec le FSV Francfort)

### Entraîneur
- Montée en 2e Bundesliga : 2005 (avec le Sportfreunde Siegen)
- Montée en 2e Bundesliga : 2011 (avec le Dynamo Dresde)

## Vie privée
Il est marié et a une fille. Tous deux vivent à Vaduz au Liechtenstein.